# Reinhard Wolschina
Reinhard Wolschina (* 31. August 1952 in Leipzig; † 4. Mai 2025) war ein deutscher Komponist.

## Leben
Wolschina besuchte ab 1967 die Spezialschule für Musik Weimar. Danach studierte er Komposition bei Johann Cilenšek und Klavier bei Volkmar Lehmann an der Hochschule für Musik Franz Liszt Weimar. Von 1982 bis 1984 war er Meisterschüler bei Günter Kochan an der Akademie der Künste Berlin.
1992 wurde er Professor für Komposition und Musiktheorie in Weimar. Dort war er Leiter des Studios für Neue Musik. Zu seinen Schülern gehören Johannes K. Hildebrandt, Hubert Hoche, Peter Helmut Lang und Thomas Stöß. Er arbeitete u. a. mit Roswitha Trexler und Giora Feidman zusammen. Wolschina war Mitglied des Trios „pianOVo“.

## Auszeichnungen
- 1975/76 und 1976/77 Mendelssohn-Stipendium des Ministeriums für Kultur der DDR
- 1985 Hanns-Eisler-Preis des Rundfunks der DDR (Anerkennung)
- 1988 Hanns-Eisler-Preis des Rundfunks der DDR
- 1996 Interpretenpreis des Johann-Wenzel-Stamitz-Preises der Künstlergilde Esslingen

## Werke

### Orchester und Kammerorchester (ab 8 Spieler)
- SONATE FÜR ORCHESTER (1970) – Dem Gedenken Béla Bartóks, 18'
- KONTRASTE FÜR STREICHORCHESTER (19 72), 15'
- KONZERT für Oboe, Saiteninstrumente und Schlagzeug (1974), 14'
- DREI DIALOGE für Horn und 15 Solo-Streicher (1975), 16', Verlag: DVfM/BH
- CANTO APPASSIONAT für Orchester (1977) – Dem Gedenken L. Janáceks, 13', Verlag: EMV
- DREI NOVELLEN für Streichtrio und Orchester (1980), 17', Verlag: DVfM
- VIER APHORISMEN für Streichorchester (1981). 10', Verlag: DVfM
- WANDLUNGEN – Musik für Streichorchester (1985), 17', Verlag: DVfM
- KLANGSPIELE I für Flöte und 18 Instrumente (1987), 17', Verlag: DVfM
- KONZERT FÜR KLAVIER UND ORCHESTER (1988), 16" Verlag: DVfM
- KLANGSPIELE II für Viola und 14 Instrumente (1989), 16', Verlag: DVfM
- KLANGSPIELE III für Marimbaphon, Vibraphon und Streichorchester (1990), 11', Verlag: DVfM
- KLANGSPIELE IV für 2 Klaviere zu 8 Händen und 4 Schlagzeuger (1993), 18', Verlag: DVfM
- ZIMRA für Klarinette, Streichorchester, Harfe, Klavier und Schlagzeug (1995) – für Giora Feidman, 16', Verlag: EMV
- DOPPELKONZERT für Kontrabass, Marimbaphon, 18 Bläser und 2 Harfen (1995), 20', Verlag: EMV
- 8 BAGATELLEN für 8 Instrumente (mit Epilog für Sopran und 8 Instrumente) – in memoriam Hanns Eisler- (1998), 20', Verlag: EMV
- REGENBOGENMUSIK für Violoncello und kleines Orchester (2000), 12’, EMV

### Kammermusik

#### Solo
- SONATE für Klavier (1971), 10'
- PUCCINI–STUDIE für Oboe (1977), 3', Verlag: DVfM/BH
- MONOLOG per Viola sola (1983), 6', Verlag: EMV
- 2 INVENTIONEN für Oboe (1985), 5', Verlag: DVfM/BH
- WALDSZENEN 1986 für Kontrabass Solo (1986), 8 ', Verlag: DVfM/BH
- PRÄLUDIUM für Horn Solo (1987), 4', H.H.-Musikverlag, RW 011
- EISLER-VARIATIONEN für Klavier (1988), 6', Verlag: VNM
- CHORAL-VISION für Orgel (1991), 7', Verlag: Keturi
- WINDSPIELE – 3 Fantasiestücke für Gitarre (1996), 10', Verlag: CHV
- WINDSPIELE für Klavier (1997), 11', H.H.-Musikverlag, RW 001

#### Duo
- CANTOA PPASSIONATO für Viola und Klavier – Dem Gedenken L. Janáceks (1976), 13', Verlag: EMV
- NOCTURNE für Flöte und Gitarre (1985) oder Bassetthorn und Gitarre (1995), 6', Verlag: Keturi
- CHORAL-METAMORPHOSEN für Orgel und Klavier (1992), 10', Verlag: EMV
- PLAYMOBIL – 3 kleine Stücke zum Entdecken- für 2 Fagotte (1994), 8', Verlag: EMV
- DUODRAMMA für Oboeninstrumente (Baritonob. /Ob.+ EH) und Violoncello – in memoriam W. Lutoslawski (1995), 9', Verlag: Keturi
- KANDINSKY-MUSIK für Flöteninstrumente (Bassflöte, Flöte, Piccoloflöte) und Klavier (1996), 10', Verlag: Keturi
- TRAUMBILDER – 10 Veränderungen eines Gedankens bei Robert Schumann - für Violoncello und Klavier (1999), 15', H.H.-Musikverlag, RW 002
- TRAUMBILDER für Altsaxophon und Klavier (2000), 16', H.H.-Musikverlag, RW 005
- TRAUMBILDER für Klarinette und Klavier (2002), 16', H.H.-Musikverlag, RW 003
- SLAPSTICKS für 2 Schlagzeuger und Zuspielband (2001), 10’, Verlag: VNM
- VIERZEHN VARIATIONEN … über den Anfang der Sopranarie „Letzte Stunde …“ aus J. S. Bachs Kantate BWV 31 für Bassklarinette und Violoncello (2002), 15’, Verlag: EMV
- KLANGWEGE für Violine und Akkordeon (2003), 10', H.H.-Musikverlag, RW 006
- IMPULSE für Gitarre und Klavier (2005), 7', H.H.-Musikverlag, RW 012
- REGENBOGENMUSIK für Violoncello und Klavier (2011), 12’, EMV

#### Trio
- pezzo capriccioso per trio (t974), 11', Verlag: DVfM/BH
- VISION – AKTION für Oboe, Violoncello und Kontrabass (1982), 10', H.H.-Musikverlag, RW 009
- FANTASIE für 3 Schlagzeuger (1983), 6', Verlag: EMV
- KLANGZEICHEN für Violine, Gitarre und Akkordeon (1987), 9', Verlag: PMV
- 7 INVENTIONEN für 3 Flöten (1992), 15', Verlag: Keturi
- EPITAPH für J.C. für 2 Flöten und Harfe (2003), 6', H.H.-Musikverlag, RW 007
- Béla Bartók: Drei Stücke aus dem MIKROKOSMOS in einer Transkription für Flöte(n), Oboe(n) und Klavier (2001), 7'

#### Quartett
- COCTEAU-REFLEXIONEN für 2 Klaviere zu 8 Händen (1982), 12', Verlag: EMV
- PRÄLUDIUM UND VARIATIONEN für Streichquartett (1984), 11’, Verlag: DVfM/BH
- MOMENTS OF SILENCE – 5 Postludien für JSB für Bassetthorn und Streichtrio (2000), 14’, H.H.-Musikverlag, RW 004
- MUSIK FÜR VIER FLÖTEN: I. „Stille atmen“, II. „In Bewegung geraten“ (2004), 8’, H.H.-Musikverlag, RW 010

#### Quintett
- 5 CAPRICHOS (nach Goya) für Bläserquartett und Schlagzeug (1973), 18', Verlag: DVfM/BH
- 4 APHORISMEN für Streichquintett (1981), 10', Verlag: Keturi
- SEISMOGRAMME 4 Szenen für Fl., Klar., Vi., Vc und Kontrabass mit 5 Holzblocks und 5 Claves (1994), 16', Verlag: EMV
- SEEBILDER – Metamorphosen für Bläserquintett (2006), 13', H.H.-Musikverlag, RW 013 (in Vorbereitung)

#### Sextett
- DREI STÜCKE für 6 Bratschen (1984), 10', Verlag: EMV
- Perpetuum mobile per JSB – Fantasie über den Choral „Wie schön leuchtet der Morgenstern“ für 6 Klarinetten (2004), 7', Verlag: EMV

### Vokalmusik
- MARTIAL-EPIGRAMME für Tenor-Solo (hoher Bar.), gem. Chor, 12 Bläser, Klavier und Schlagzeug (1981), 15'. Verlag: DVfM
- VIER LIEDER für Bariton und Klavier (Texte von Eva Strittmatter) (1983), 9', Verlag: DVfM/BH
- KOSMISCHE ZEICHEN für Bariton, Streichorchester und Schlagzeug (nach Gedichten von Hanns Cibulka) (1986), 16', Verlag: DVfM
- AENEAS-GESÄNGE für Bariton und Streichquartett bzw. Streichorchester (1991), 11', Verlag: Keturi

### Transkriptionen
- KONTRABABKONZERT fis-Moll von G. Bottesini (1821–1889) in einer Neuinstrumentierung für Kontrabass und kleines Orchester (1979), 22', Verlag: Fr. Hofmeister, Leipzig
- DER SCHWAN VON TUONELA op. 22/2 von J. Sibelius (1865–1957) in einer Transkription für Englisch-Horn, Violoncello und Klavier (1994), 10', Verlag: DVfM Leipzig
- LA LUGUBRA GONDOLA von Franz Liszt (1811–1886) für Bassetthorn, Harfe, Marimbafon, Vibrafon und Röhrenglocken (2003), 8', H.H.-Musikverlag, RW 008
- Drei Stücke aus dem MIKROKOSMOS von Béla Bartók (1881–1945) in einer Transkription für Flöte(n), Oboe(n) und Klavier (2001), 7', privat

## Diskografie
- 2002: Trio 'pianOVo' - In Concert
- 2006: Chris Bilobram & Reinhard Wolschina - Soundways
- 2012: Reinhard Wolschina - Portrait